# Opactwo Weingarten
Opactwo Weingarten (dawniej także Altdorf) – klasztor założony w X w., początkowo benedyktynek, w połowie XI w. przeniesiony i przekazany benedyktynom, położony w dzisiejszym Weingarten w Niemczech, w kraju związkowym Badenia-Wirtembergia. Zlikwidowany w 1802, reaktywowany w latach 1922–2010. W średniowieczu klasztor rodowy Welfów, ważny ośrodek kultury i nauki.

## Historia
Klasztor został ufundowany w pierwszej połowie X w. (ok. 935, po 934) obok wsi Altdorf i obsadzony benetyktynkami. Założycielem był Henryk z rodu Welfów i jego żona Atha, a klasztor pomyślano jako rodową nekropolię. W 1053 klasztor spłonął i został przez Welfa III przeniesiony na górę Marienberg, także obok Altdorfu (ze spalonego klasztoru pozostał kościół św. Marii, który przebudowano w dobie baroku i rozebrano w 1811, w nowym klasztorze wzniesiono kościół św. Marcina). W 1056 Welf IV zastąpił zakonnice benedyktyńskie benedyktynami z klasztoru Altomünster. Na początku XII w. zburzono stary, niewielki kościół klasztorny i rozpoczęto budowę nowego, znacznie większego, który poświęcono w 1182. W tym samym wieku zaczęto określać klasztor nazwą Weingarten. Na przełom XII i XIII w. przypada okres świetności klasztoru, przy którym działało prężnie skryptorium (pochodzi stąd m.in. Sakramentarz Bertolda). Klasztor był też ważnym centrum religijnym, a licznych pielgrzymów przyciągały relikwie krwi Chrystusa, przekazane klasztorowi w 1094 przez Welfa IV i jego żonę Judytę flandryjską. Najpóźniej w 1191 klasztor trafił w ręce Hohenstaufów. Został też bezpośrednio podporządkowany cesarzowi (najpóźniej w 1274), jednak po wymarciu Hohenstaufów musiał walczyć o swą niezależność z wójtami cesarskimi. Po okresie stagnacji kolejny okres rozwoju klasztoru rozpoczął się w XV w. Jego przejawem był intensywny ruch budowlany obejmujący nowe zabudowania klasztorne z pierwszej połowy XV w. i początku XVI w.
Na przełomie XVI i XVII w. funkcję opata pełnił Georg Wegelin, niekiedy określany mianem „drugiego założyciela”. Wprowadził duże zmiany w życiu klasztornym, wcielając w życie ideały chrześcijańskie. W klasztorze rozkwitała nauka dzięki studiom zakonników na założonym w 1622 związanym z benedyktynami uniwersytecie w Salzburgu – mieszkał tu i działał m.in. Gabriel Bucelinus. Rozkwitał kult relikwii krwi Chrystusa – obchodzono uroczyście ważne rocznice z nimi związane (m.in. 800-lecie ich odnalezienia, obchodzone w 1604) i okazałe uroczystości „krwawego piątku” obchodzone dzień po uroczystości Wniebowstąpienia Pańskiego, w ramach których relikwie były obwożone po mieście w wielkiej procesji, nazywanej Blutritt, organizowanej co najmniej od XVI w. Na początku XVIII w. powstał plan idealnego klasztoru stanowiący nawiązanie do hiszpańskiego Escorialu. W tym okresie zbudowano nowy, monumentalny, barokowy kościół klasztorny. W końcu XVIII w. dobra klasztorne obejmowały ponad 300 km², zamieszkałych przez kilkanaście tysięcy osób. W drugiej połowie XVIII w. zaczęło jednak bardzo rosnąć zadłużenie klasztoru. W 1802 klasztor został zsekularyzowany, a jego dobra przejęte przez książąt Nassau-Oranii-Dillenburga – część z mnichów mieszkała tutaj jeszcze do 1809.
W 1806 dobra klasztorne zostały włączone w granice królestwa Wirtembergii, a do Stuttgartu przeniesiono cenne zbiory archiwalne i biblioteczne klasztoru. Kościół w 1811 wydzierżawiono tutejszej parafii, a w budynkach klasztornych mieścił się letni pałac królewski, od 1825 sierociniec, a od 1868 koszary. Po zniesieniu monarchii w 1918 dawny klasztor opustoszał i w 1922 zgromadzenie benedyktyńskie zostało reaktywowane – zakonnicy przybyli tu z angielskiego Erdington. W 1940 naziści skonfiskowali budynki, część zakonników wcielili do wojska, a na miejscu pozostała jedynie ich niewielka liczba. W 1956 kościół klasztorny podniesiono do rangi bazyliki. W 2002 pozostawało tu 13 zakonników, a większość dawnych zabudowań klasztornych była przeznaczona na cele edukacyjne. Klasztor ponownie zlikwidowano w 2010.
W 1865 nazwę dawnego opactwa Weingarten nadano wsi Altdorf, w której się znajdował.

## Galeria

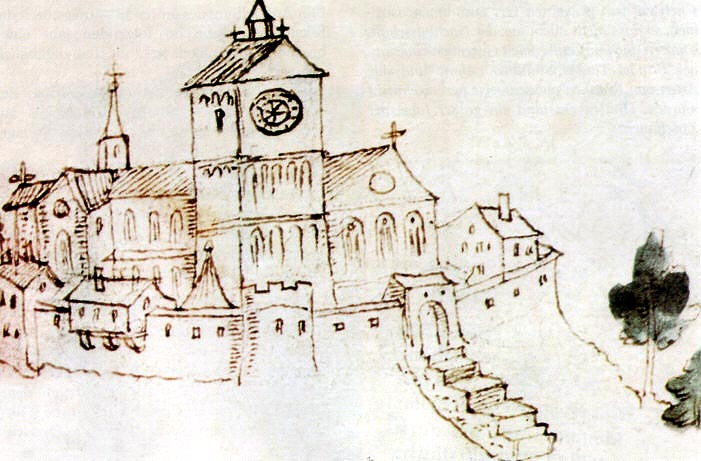
Klasztor ok. 1500
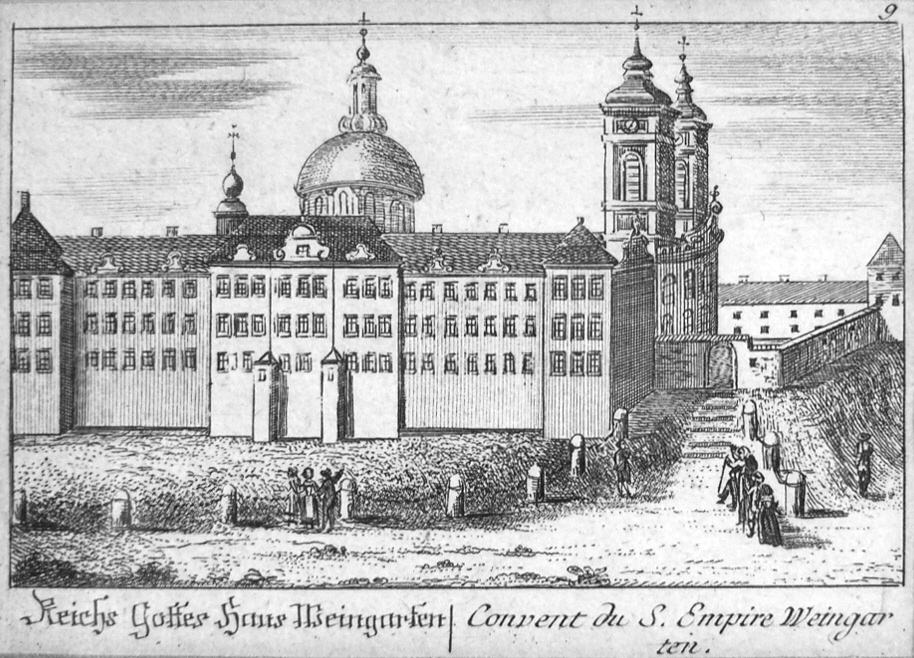
Klasztor w XVIII w.
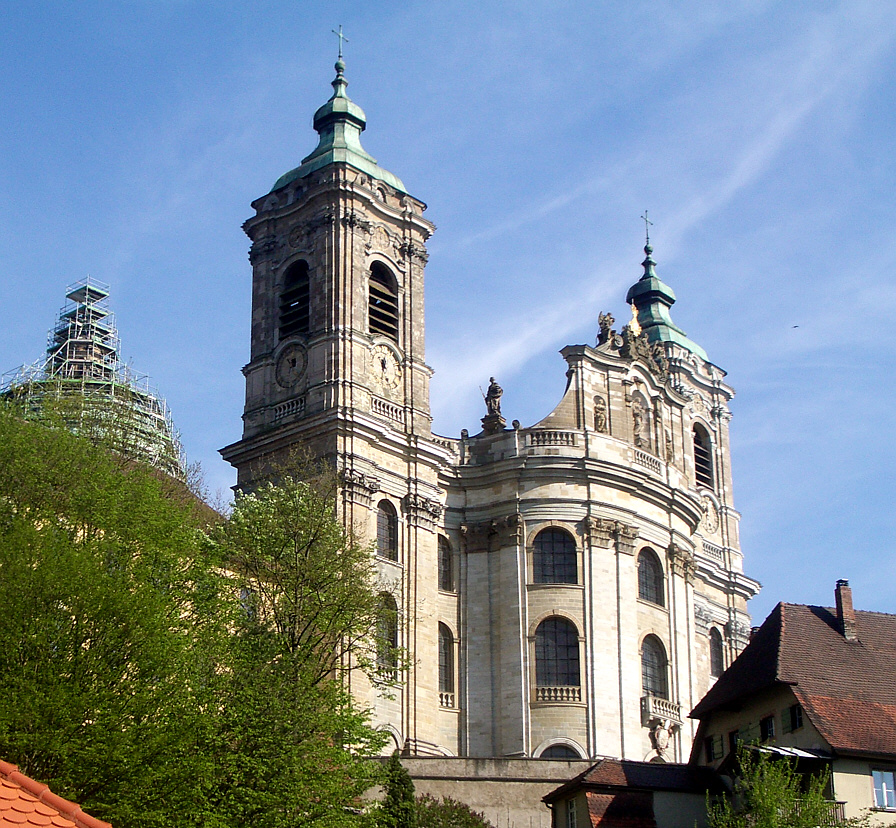
Fasada kościoła, widok z północnego zachodu
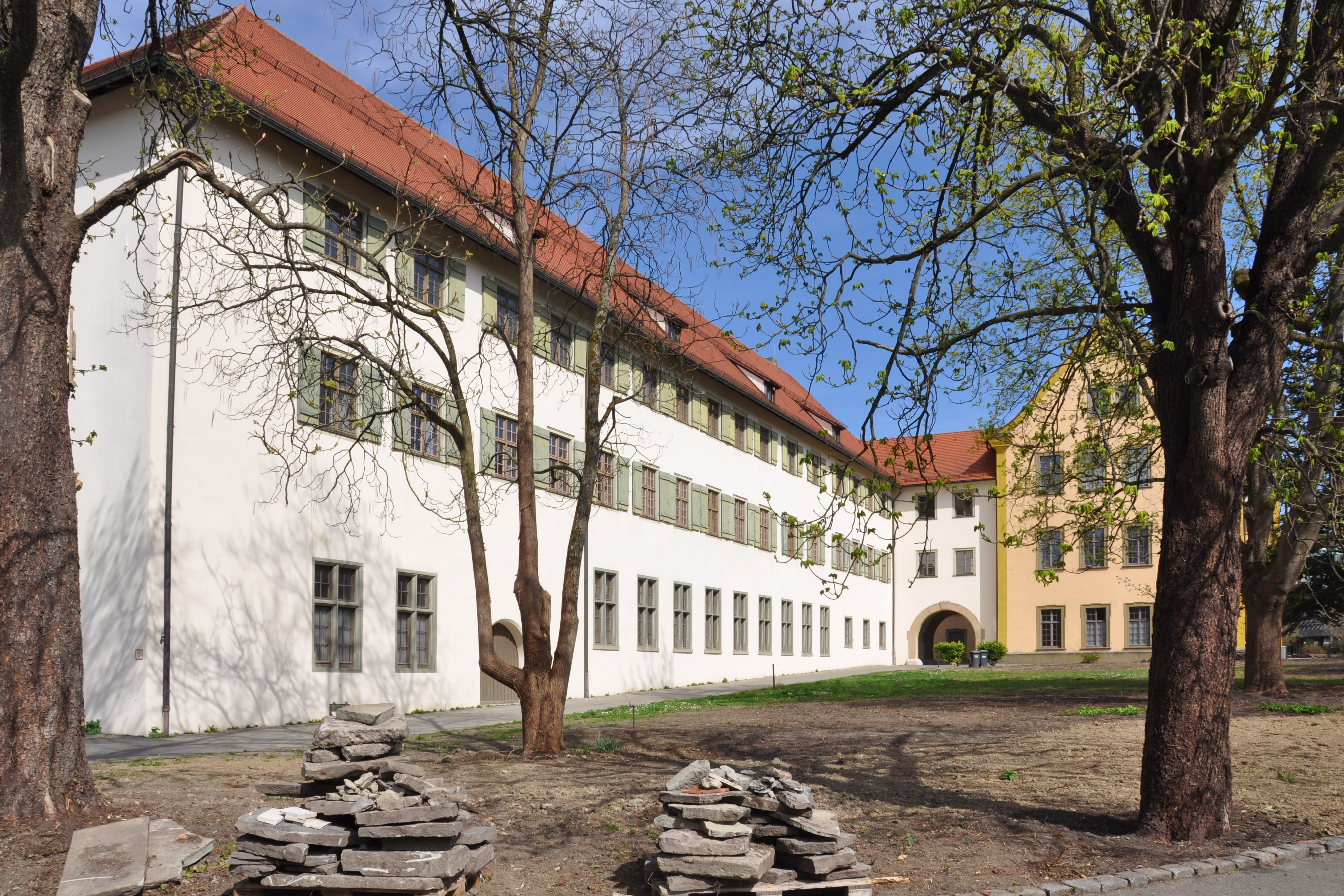
Zabudowania dawnego klasztoru
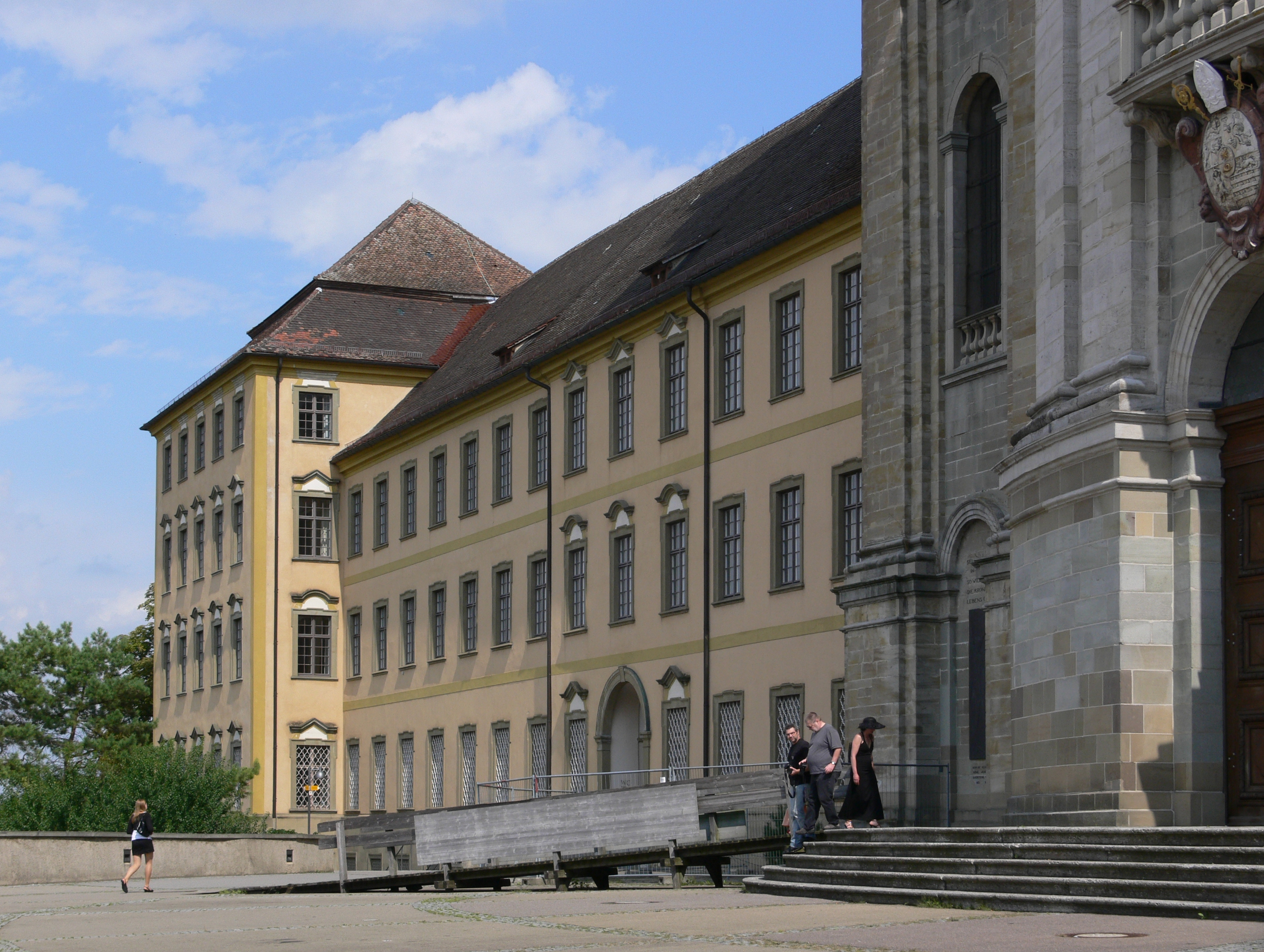
Zabudowania dawnego klasztoru
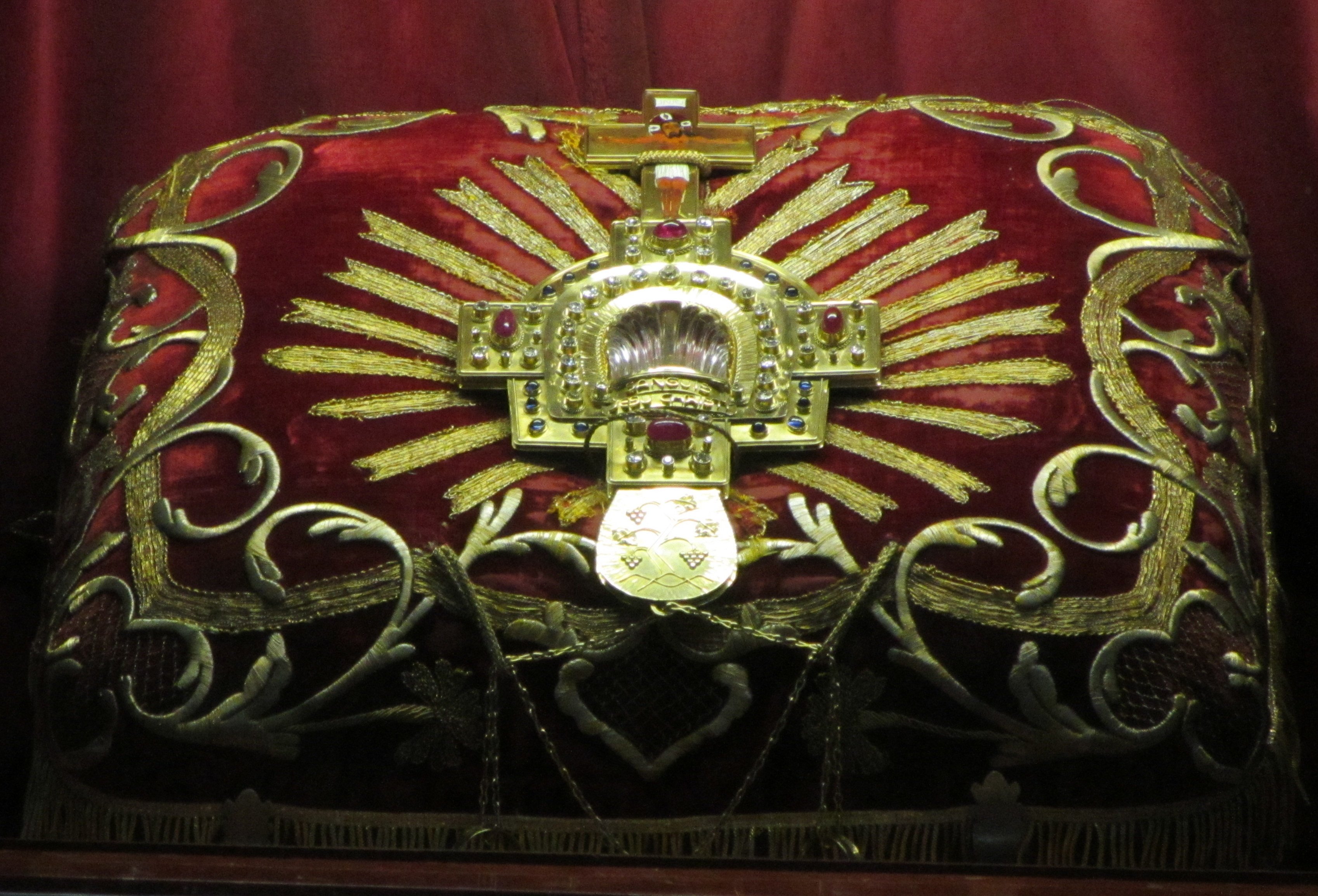
Relikwiarz krwi Chrystusa
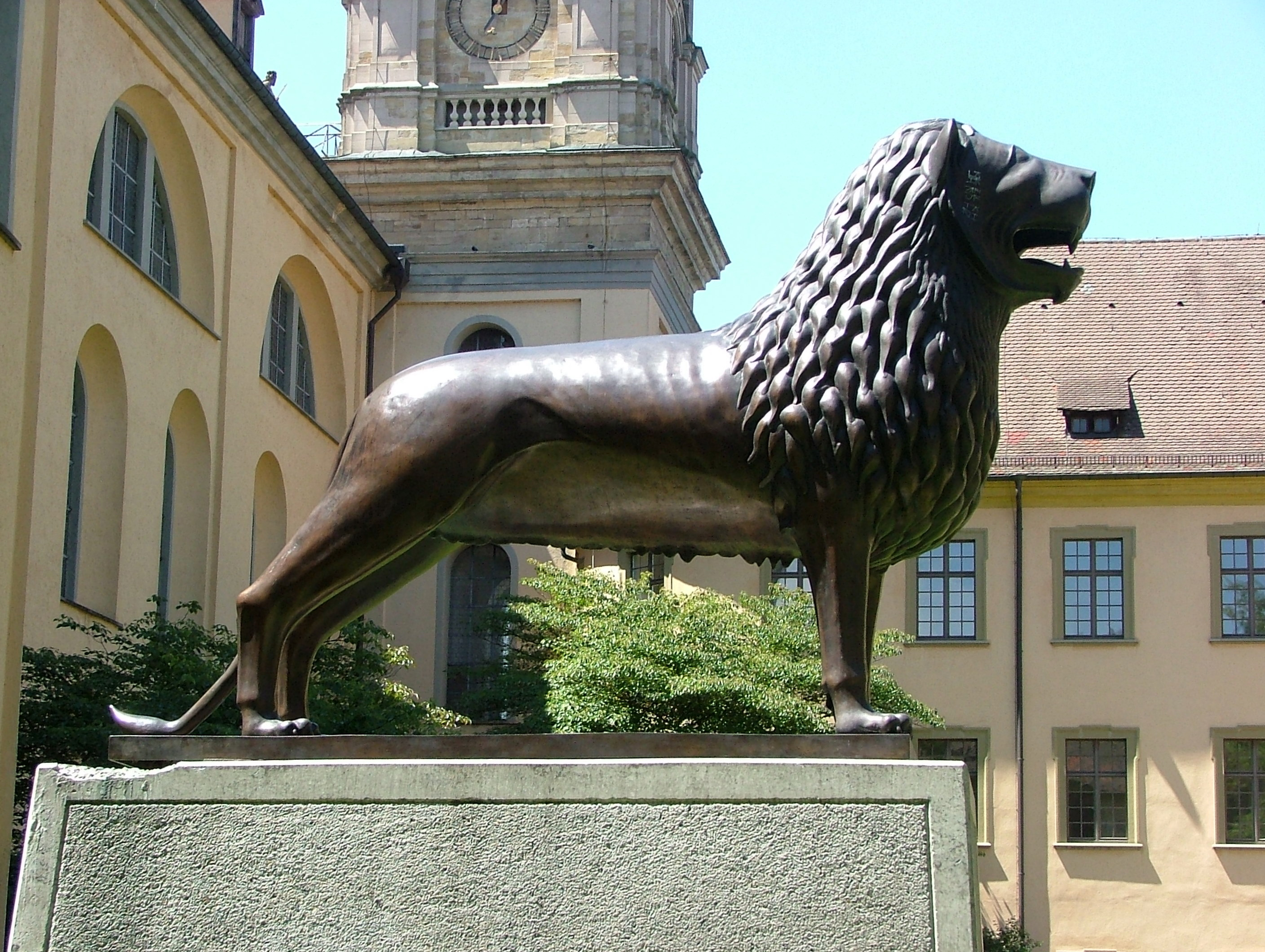
Posąg lwa Welfów
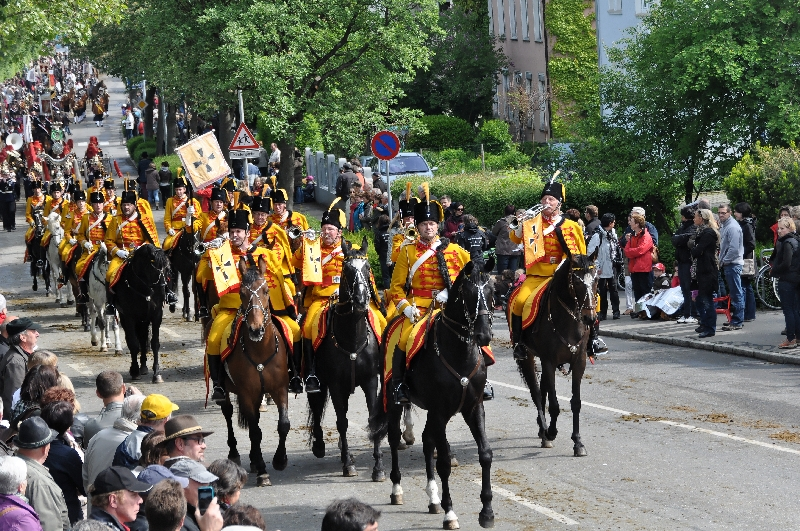
Blutritt w 2012